# 粗吻海龙
粗吻海龙（学名：Trachyrhamphus serratus）又稱鋸粗吻海龍，为輻鰭魚綱棘背魚目海龙鱼科粗吻海龙属的鱼类。分布于印度、锡兰、新加坡、朝鲜、日本及中國东海、南海等海域，體長可達30公分，棲息在礫石或礁石區，卵胎生。

## 外部連結
- 粗吻海龙的圖片